# Capela de Nossa Senhora da Penha (Colares)

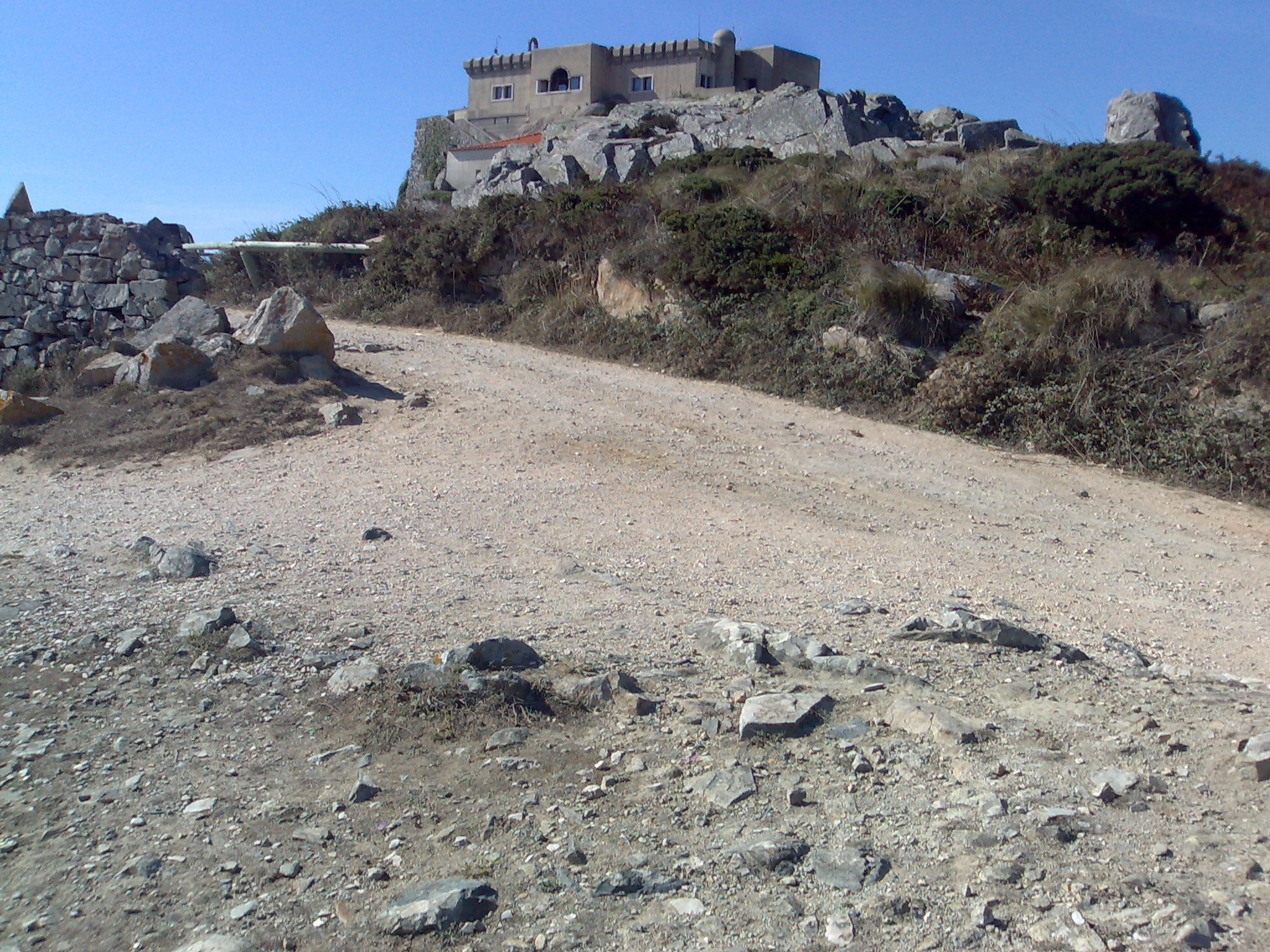
Capela de Nossa Senhora da Penha

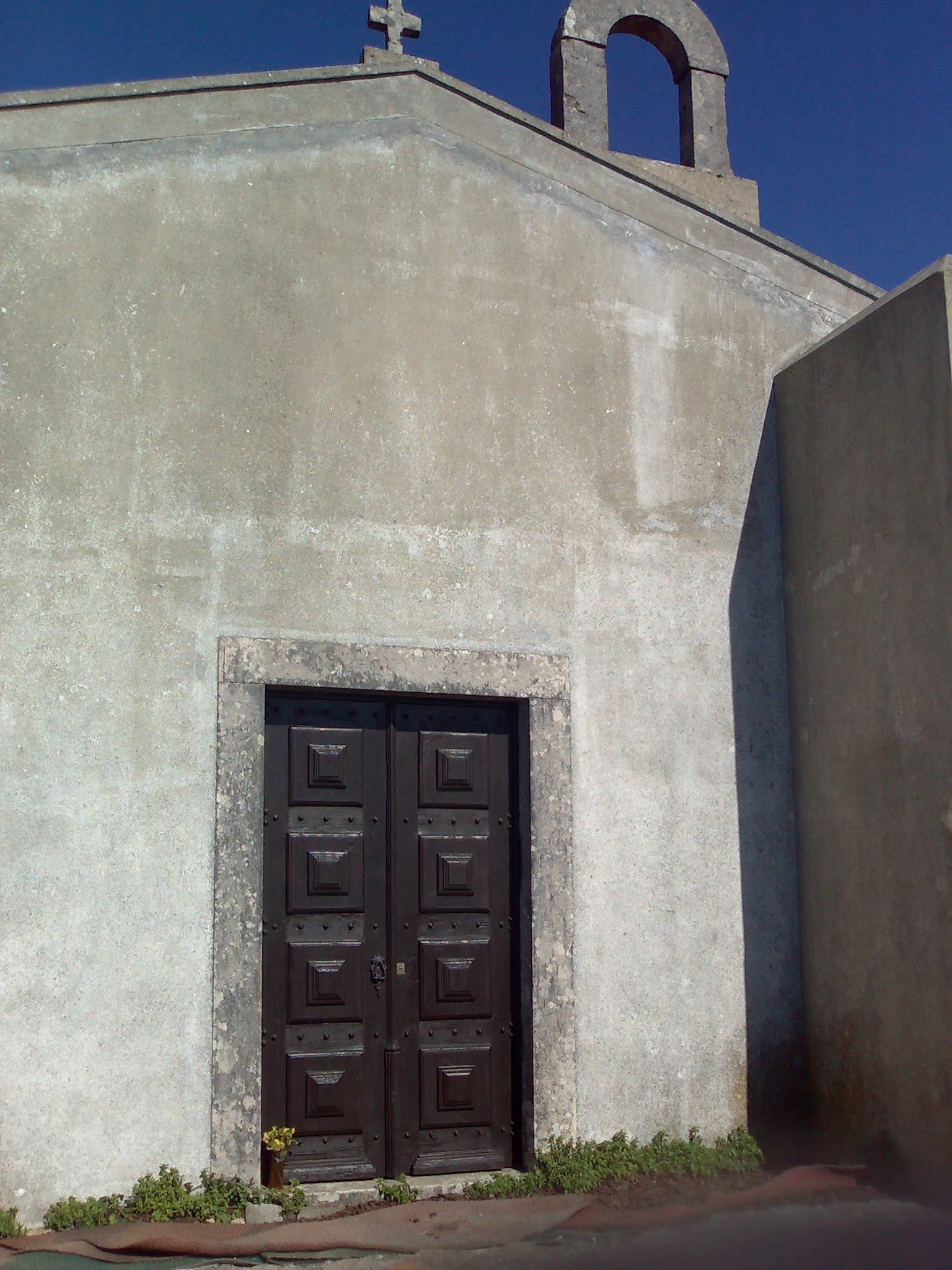
Porta de entrada

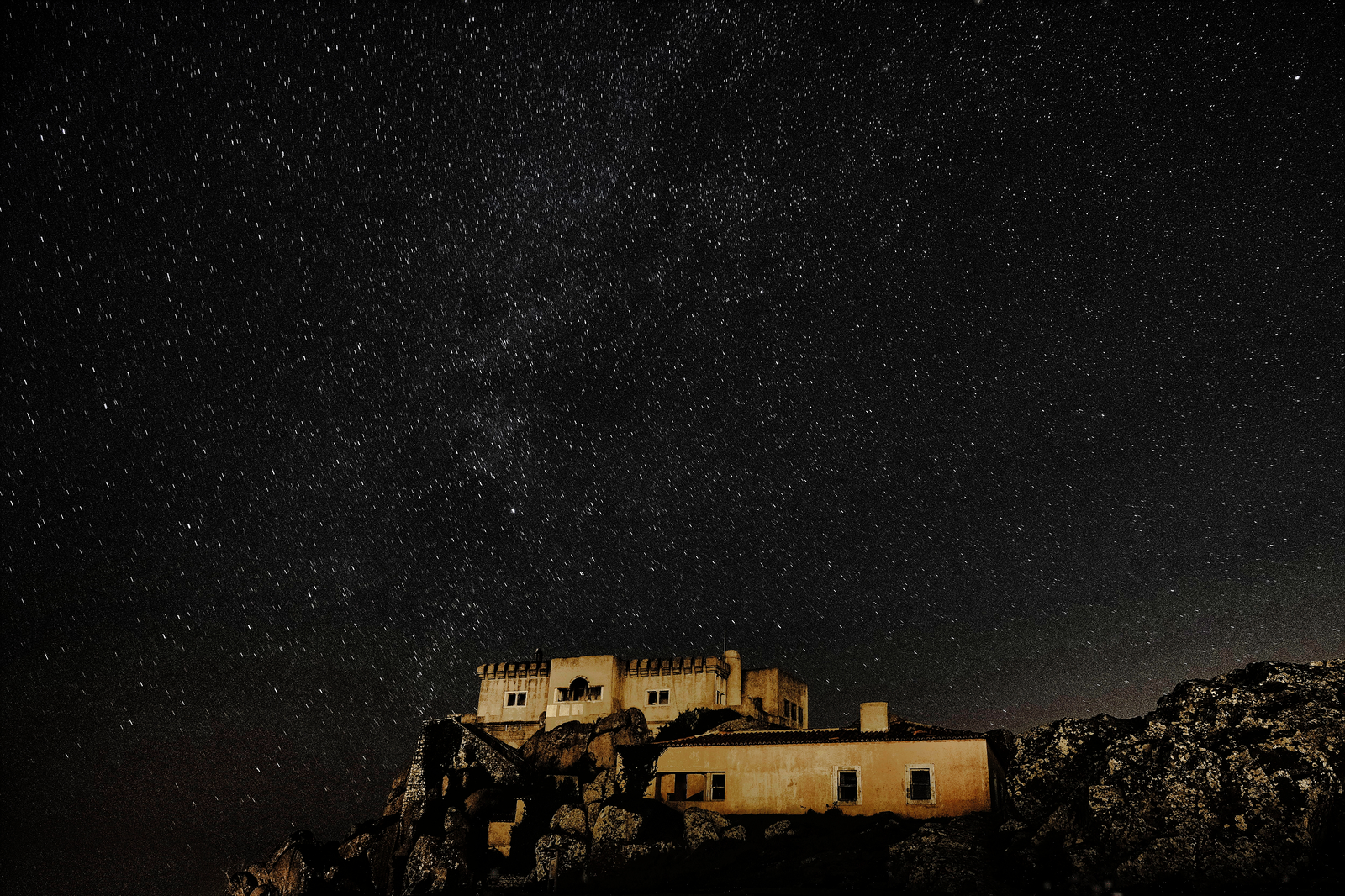
Santuário da Peninha, vista noturna.

A Capela de Nossa Senhora da Penha, ou Santuário da Peninha, é um templo cristão histórico situado numa elevação da Serra de Sintra, na freguesia de Colares, no município de Sintra, em Portugal. Foi edificada no fim do século XVII, sob orientação de Frei Pedro da Conceição. Possui um interior em estilo barroco, com azulejos do séc XVIII retratando cenas da vida da Virgem Maria.
A vista a partir do santuário abarca uma grande parte da costa, desde as Berlengas, a Norte, até ao Cabo Espichel, a Sul.
Este Santuário está classificado como Imóvel de Interesse Público desde 1977.
O edifício partilha o lugar com um palacete de estilo revivalista e a imitar uma fortaleza. Foi construído em 1918 para servir de residência ao proprietário, António Carvalho Monteiro, mas nunca foi habitado.
Muitos eremitas viveram aqui na procura de isolamento e tinham de zelar pela ermida de São Saturnino, fundada no tempo de D. Afonso Henriques.
Está um pouco abaixo da capela e do palacete. É um edifício pequeno e também está abandonado. Há um século atrás foi a casa dos caseiros da propriedade e depois foi utilizada como estábulo. 